# Los Masos de Tamurcia
Los Masos de Tamurcia (en catalán: Els Masos de Tamúrcia) es un pueblo pertenece al antiguo término de Espluga de Serra, agregado en 1970 el término municipal de Tremp.
Entre 1812, a ras de la aplicación de la Constitución de Cádiz, y febrero de 1847, los Masos de Tamurcia formó ayuntamiento, que desapareció en fijarse que el número de vecinos (cabezas de familia) debía sobrepasar los 30, por mantener la independencia municipal. En ese momento se unió en Espluga de Serra, junto con Aulàs, El Castellet, Casterner de les Olles, Llastarri y la Torre de Tamúrcia. En algún documento, sin embargo, los Masos de Tamurcia constan dentro del término de la Torre de Tamúrcia.
La iglesia de los Masos de Tamúrcia, dedicada a la Virgen de las Nieves, era sufragánea de la parroquial de la iglesia de San José de la Torre de Tamúrcia, aunque también había dependido primero del monasterio de Santa María de Alaón, del que era una dependencia, y más adelante de la parroquial iglesia de Santa María de Sapeira. 

## Etimología
Los Masos de Tamurcia es uno de tantos pueblos rurales, dispersos, que nacieron de otro pueblo anterior, con un agrupamiento urbano más o menos extenso (Les Masies de Roda, los Masos de Sant Martí, Les Masies de Voltregà, etcétera). En este caso, se trata del conjunto de caseríos que se había formado a partir del territorio de Tamúrcia, del que el núcleo más representativo es la Torre de Tamúrcia.
Según Joan Coromines (op.cit.), El topónimo Tamúrcia procede, por disimilación, del latín turris muricinos, aunque a través de un camino de una evolución realmente compleja. La expresión latina significa murallitas de la torre, con lo que nos remite a un topónimo emparentado con una fortificación o castillo.

## Historia
En 1787 los Masos de Tamúrcia reunían 19 habitantes; en 1831 constan, en el Corregimiento de Talarn, con 15 habitantes y señorío del monasterio de Alaón.
Pascual Madoz dedica un artículo a los Masos de Tamúrcia dentro de su Diccionario geográfico ... de 1845. Se lee que:

Mansos de Tamúrcia está situado en las laderas de la montaña llamada Vilavella, que se alza al norte del pueblo, por lo que queda resguardado de los vientos de esta banda, pero abierta a todos los demás. Tiene un clima bastante frío. Eran 4 casas a poca distancia unas de otras, iglesia y una fuente para abastecimiento de agua, lavaderos y abrevadero de los animales. El terreno del término es áspero, roto, pedregoso y de mala calidad. Hay mucho de matorral, y pocos árboles, que se aprovechan para leña. Se produce trigo, centeno, patatas y un poco de aceite. Había ovejas y cabras y caza de conejos y perdices. Los lobos estaban muy abundantes. 2 vecinos (cabezas de familia) y 11 almas (habitantes) eran la población de los Masos de Tamúrcia.

Hacia 1900, a la Geografía ... dirigida por Carreras Candi, están mencionados en Els Masos de Tamúrcia 15 edificios, con 46 habitantes. En 1970 tenía 20 habitantes, y en 1981, 14. En 2006 quedaban 12.